# Chevening
Chevening House / / ˈtʃiːvnɪŋ /) est une grande maison de campagne située dans la paroisse de Chevening dans le Kent, dans le sud-est de l'Angleterre. Construite entre 1617 et 1630 selon une conception attribuée à Inigo Jones et considérablement agrandie après 1717, il s'agit d'un bâtiment classé Grade I. Les jardins environnants, le parc d'agrément et le parc sont classés Grade II*. 
Anciennement le siège principal des comtes Stanhope, la maison et le domaine sont détenus et entretenus aux frais de la fiducie du domaine Chevening, en vertu du Chevening Estate Act de 1959 (modifié en 1987), pour servir de résidence de campagne meublée pour une personne nommée par le premier ministre, un membre du Cabinet ou un descendant du roi George VI. Le candidat paie ses propres frais de subsistance privés lorsqu'il est en résidence, mais les services gouvernementaux gèrent le domaine. Chevening House n'est pas une résidence officielle, mais est traditionnellement utilisée par le ministre des Affaires étrangères.

## Histoire
Il y existe une maison sur le site depuis au moins 1199 et le domaine fait à l'origine partie du manoir archiépiscopal d'Otford. La maison actuelle de 15 pièces est une structure symétrique en briques rouges de trois étages dans le style palladien anglais primitif, attribué à Inigo Jones, située au pied des North Downs dans un vaste parc. Un jardin au sud entoure un lac artificiel. La maison est agrandie à partir de 1717 par l'ajout d'ailes symétriques par Thomas Fort, un maître charpentier et greffier royal des travaux qui avait travaillé sous Christopher Wren à Hampton Court. En grande partie remodelée par le 3e comte de Stanhope à la fin du XVIIIe siècle, la maison est largement restaurée dans les années 1970 par Donald Insall Associates pour le conseil d'administration du domaine Chevening.

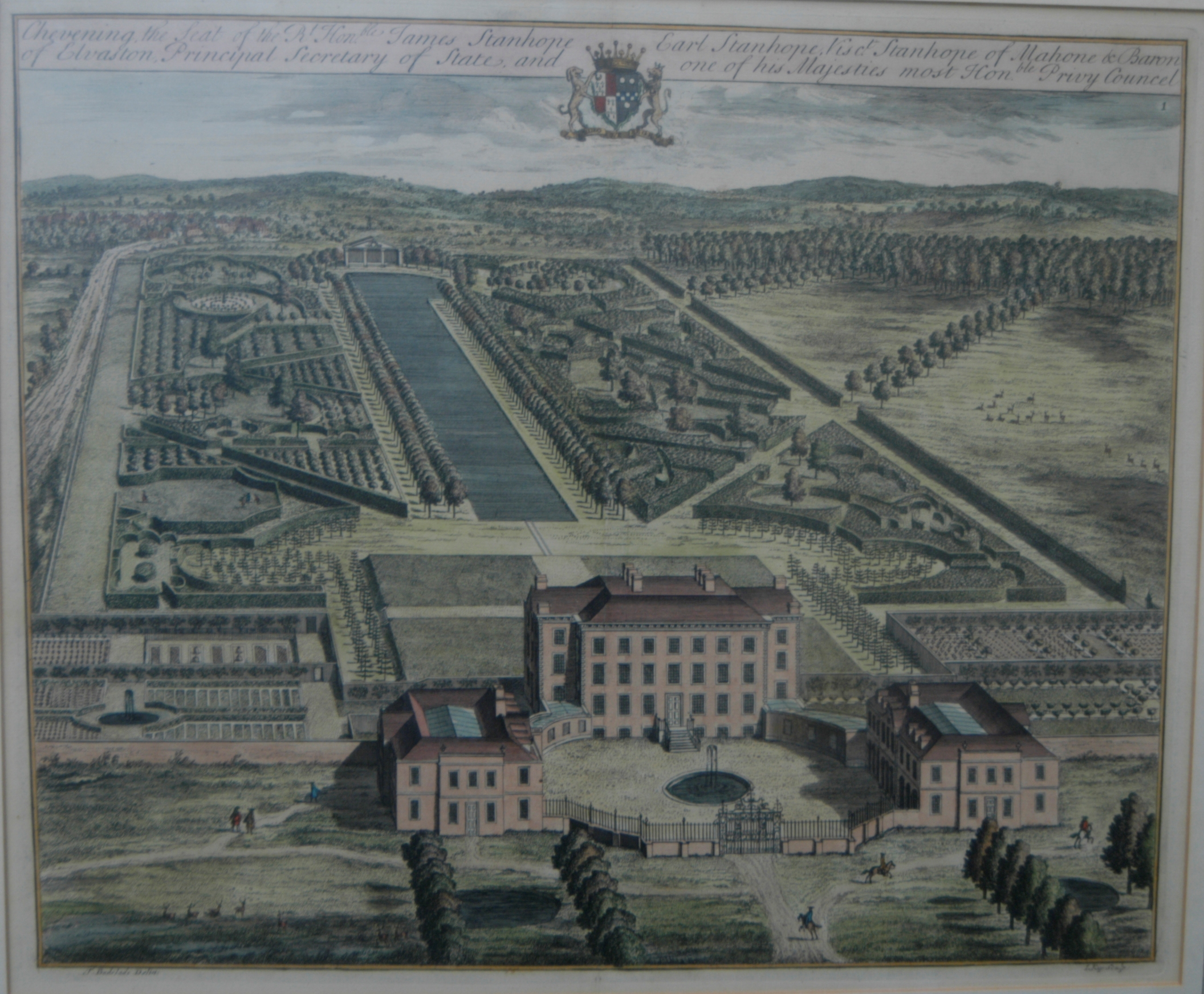
Chevening de Stanhope dans une estampe de Jan Kip publiée en 1719, avec un long canal de jardin à l'arrière.

La maison est pendant 250 ans le siège principal des comtes de Stanhope, une branche cadette (et finalement la dernière) des comtes de Chesterfield, de 1717 à 1967. James Stanhope, 1er comte Stanhope, est un général sous Marlborough et un homme politique whig qui est ministre en chef du roi George Ier jusqu'à sa mort en 1721. Par mariage, il est l'oncle de William Pitt l'Ancien. Philip Stanhope, 2e comte de Stanhope, est un mécène distingué de la science au siècle des Lumières. Charles Stanhope, 3e comte Stanhope, à la fois cousin germain et beau-frère de William Pitt le Jeune, est un inventeur prolifique dont les réalisations majeures dans des domaines aussi divers que l'imprimerie, la construction d'une calculatrice mécanique, la navigation à vapeur, l'optique, la notation musicale et les protections anti-incendie dans les bâtiments sont éclipsés à l'époque et par la suite par sa réputation, en tant que "Citizen Stanhope" autoproclamé, d'excentricité et de radicalisme politique.
Philip Henry Stanhope, 4e comte de Stanhope, est un paysagiste et architecte amateur doué, demi-frère de Lady Hester Stanhope et tuteur légal de Kaspar Hauser. Philip Stanhope, 5e comte de Stanhope, est le moteur de la fondation de la National Portrait Gallery et de la Commission des documents historiques : écrivant en tant que vicomte Mahon, il est un éminent historien du XIXe siècle et crée le Stanhope Essay Prize à Oxford. Arthur Stanhope, 6e comte de Stanhope, est un député conservateur avant d'hériter et est premier commissaire aux domaines ecclésiastiques de 1878 à 1903. Ses deux frères font carrière en politique. Le très honorable Edward Stanhope (conservateur) est un secrétaire d'État réformateur à la guerre (1887–1892), tandis que le 1er Lord Weardale (libéral) est président de l'Union interparlementaire (1912–22) et du Save the Children Fund. James Stanhope, 7e comte de Stanhope (également 13e comte de Chesterfield), est un homme politique conservateur qui occupe des fonctions presque sans interruption de 1924 à 1940, servant dans le Cabinet à partir de 1936 sous Baldwin et Chamberlain. Il fonde le National Maritime Museum à Greenwich.
N'ayant pas d'enfants et son seul frère ayant été tué pendant la Grande Guerre, le dernier comte de Stanhope souhaite créer à Chevening un monument durable à une famille qui a fourni pendant deux siècles et demi des personnalités politiques de tout l'éventail politique et cinq membres de la Royal Society. Il rédige donc ce qui devient le Chevening Estate Act 1959  pour s'assurer que le domaine ne serait pas divisé après sa mort, mais conserverait plutôt un rôle important en tant que maison privée dans la vie publique. La propriété du domaine passerait à un conseil d'administration, qui la maintiendrait en tant que résidence de campagne meublée pour une personne choisie par le premier ministre. La personne désignée aurait le droit d'occuper la maison à titre privé et paierait ses frais de subsistance privés. Le conseil d'administration entretiendrait la maison et le domaine, sans subvention du gouvernement. La loi est adoptée avec le soutien de tous les partis et, telle que modifiée par la Chevening Estate Act 1987, régit le domaine à ce jour. Le premier bénéficiaire de la loi est le 7e comte, décédé en 1967, à la suite de quoi le conseil d'administration lance un important programme de restauration de la maison, des jardins et des parcs financé en partie par sa dotation et en partie par leur propre gestion du domaine.

## Utilisation actuelle
Aux termes de la loi Chevening, le Premier ministre a la responsabilité de nommer une personne pour occuper la maison à titre privé en tant que résidence de campagne meublée. Cette personne peut être le Premier ministre, un ministre membre du Cabinet, un descendant en ligne directe du roi George VI ou le conjoint, la veuve ou le veuf d'un tel descendant. Le haut-commissaire canadien, l'ambassadeur américain et le National Trust ont tous des intérêts résiduels à Chevening dans le cas improbable où aucun des autres n'aurait besoin de la maison.
L'occupant habituel est le secrétaire d'État aux Affaires étrangères et du Commonwealth. En vertu d'arrangements spéciaux avec le conseil d'administration, la maison est également à la disposition du secrétaire d'État au commerce international et du secrétaire d'État à la sortie de l'Union européenne. Lorsque les circonstances le permettent, la maison peut être utilisée pour des réunions ou des conférences, généralement par d'autres ministères, en vertu d'un arrangement avec les administrateurs.